# Sąd Najwyższy Indii

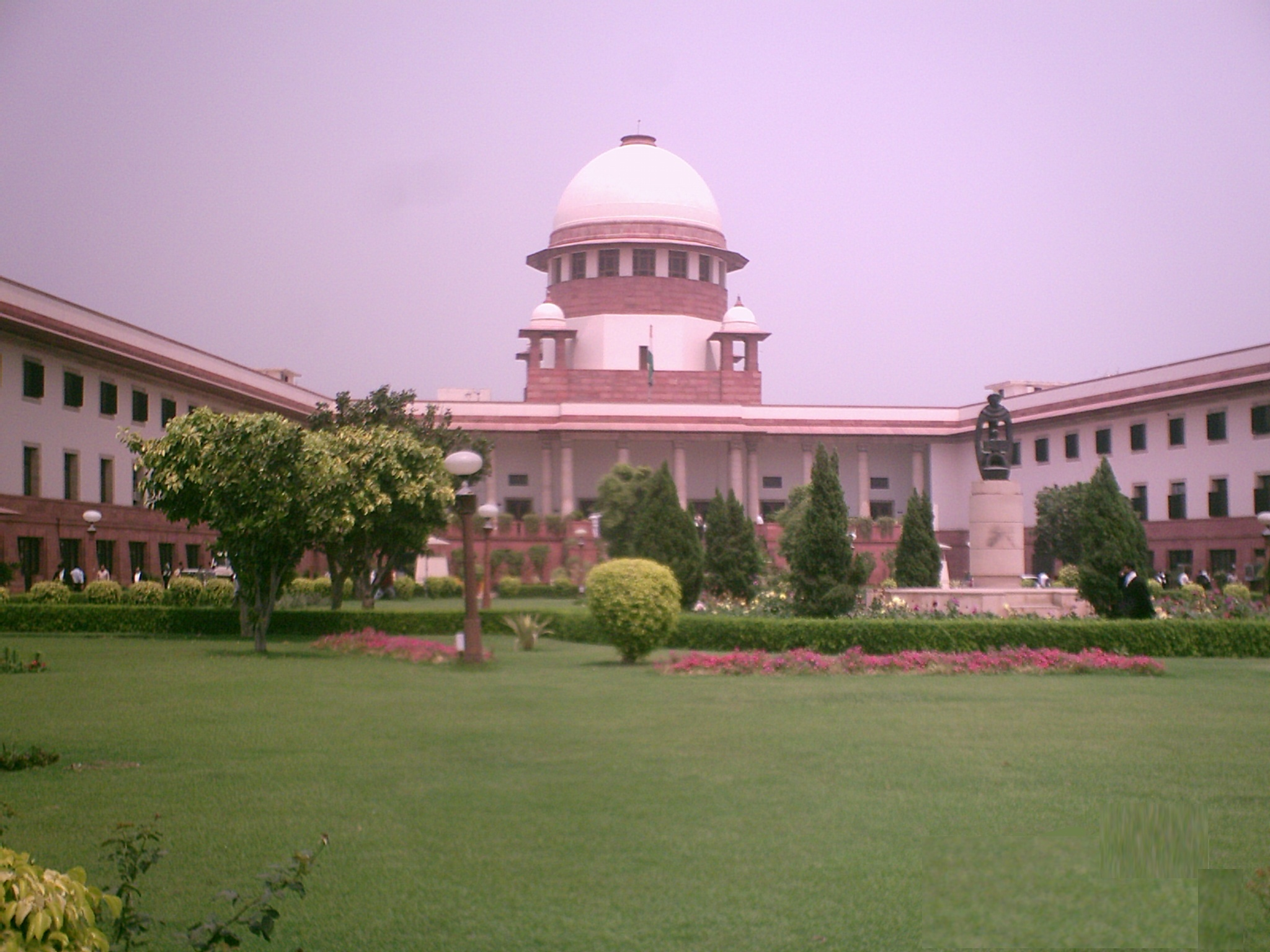
Siedziba Sądu Najwyższego Indii

Herb Sądu Najwyższego Indii

Sąd Najwyższy Indii, hin. भारत का सर्वोच्च न्यायालय, ang. Supreme Court of India  – naczelny organ władzy sądowniczej w Indiach. Siedziba sądu znajduje się w New Delhi.
Ustrój i kompetencje Sądu Najwyższego określa część V rozdział IV Konstytucji Indii. Zgodnie z nią, Sąd Najwyższy jest strażnikiem konstytucji, pełni funkcje sądu federalnego i najwyższego sądu apelacyjnego. 
Sąd składał się początkowo z przewodniczącego i siedmiu sędziów. Liczba ta została następnie poszerzona i obecnie na Sąd Najwyższy składa się z przewodniczącego i dwudziestu pięciu sędziów. Aby zostać sędzią Sądu Najwyższego należy posiadać indyjskie obywatelstwo oraz być sędzią sądu stanowego przez co najmniej 5 lat, adwokatem sądu stanowego przez co najmniej 10 lat, lub być wybitnym prawnikiem (decyduje opinia prezydenta). Sędziowie mianowani są przez prezydenta. W wieku 65 lat przechodzą na emeryturę.
Indyjski Sąd Najwyższy jest kompetentny do rozstrzygania sporów między rządem a poszczególnymi stanami, a także w większości sporów pomiędzy samymi stanami. Jako sąd odwoławczy Sąd Najwyższy rozpatruje sprawy karne i cywilne, jeżeli występuje w nich istotne zagadnienie prawne dotyczące interpretacji konstytucji.